# 주접속
미분기하학에서 주접속(主接續, 영어: principal bundle connection)은 주다발 위에 정의되며, 그 군 작용과 호환되는 에레스만 접속이다. 이를 통해, 주다발 위에 평행 이동과 곡률을 정의할 수 있다.

## 정의
다음 데이터가 주어졌다고 하자.
- 매끄러운 다양체 {\displaystyle M}
- 리 군 {\displaystyle G}. 그 실수 리 대수를 {\displaystyle {\mathfrak {lie}}(G)}라 하자.
- 매끄러운 주다발 {\displaystyle \pi \colon P\twoheadrightarrow M}

{\displaystyle P} 위의 주접속의 개념은 여러 가지로 정의할 수 있다.
- 주접속은 특정한 두 조건을 만족시키는, 리 대수 {\displaystyle {\mathfrak {lie}}(G)} 값의 1차 미분 형식 {\displaystyle \omega \in \Omega ^{1}(P;{\mathfrak {lie}}(G))}으로 정의할 수 있다.
- 주접속은 특정한 호환 조건을 만족시키는 에레스만 접속 {\displaystyle H\subseteq \mathrm {T} P}으로 정의할 수 있다.
- 주접속은 {\displaystyle \mathrm {T} M} 위의 특정한 올다발의 특정한 매끄러운 단면으로 정의할 수 있다.
- 주접속은 주다발의 국소 자명화에 대하여 각 조각 위의 {\displaystyle {\mathfrak {lie}}(G)} 값의 1차 미분 형식들의 족으로 정의할 수 있다.

이 정의들은 모두 서로 동치이다.

### 미분 형식을 통한 정의
{\displaystyle P}의 주접속 {\displaystyle \omega \in \Omega ^{1}(P;{\mathfrak {lie}}(G))}는 다음과 같은 두 성질을 만족시키는, {\displaystyle P} 위의 {\displaystyle {\mathfrak {lie}}(G)}값을 가진 1차 미분 형식이다.
{\displaystyle \operatorname {Ad} (g)(\cdot g)^{*}\omega =\omega \qquad \forall g\in G}:144, §Ⅳ.3, (ω.2)
{\displaystyle \omega (X_{\xi })=\xi \qquad \forall \xi \in {\mathfrak {lie}}(G)}:144, §Ⅳ.3, (ω.1)
여기서
- {\displaystyle (\cdot g)\colon P\to P}는 군의 오른쪽 작용을 나타내는 매끄러운 함수 {\displaystyle h\mapsto h\cdot g}이다.
- {\displaystyle (\cdot g)^{*}\omega \in \Omega ^{1}(P;{\mathfrak {lie}}(G))}는 1차 미분 형식 {\displaystyle \omega }의, {\displaystyle (\cdot g)}에 대한 당김이다.
- {\displaystyle \operatorname {Ad} (g)\colon {\mathfrak {lie}}(G)\to {\mathfrak {lie}}(G)}는 {\displaystyle g\in G}의 딸림표현이다.
- {\displaystyle X_{\xi }\in \Gamma (\mathrm {T} P)}는 {\displaystyle G}의, {\displaystyle P} 위의 오른쪽 작용을 생성하는 벡터장이다.

### 에레스만 접속을 통한 정의
{\displaystyle P}의 에레스만 접속 {\displaystyle H\subseteq \mathrm {T} P}가 다음 조건을 만족시킨다면, {\displaystyle H}를 주접속이라고 한다.
{\displaystyle H_{p\cdot g}=(\mathrm {T} (\cdot g))(H_{p})\qquad \forall p\in P,\;g\in G}
여기서
- {\displaystyle (\cdot g)\colon \colon P\to P}는 {\displaystyle g}의 {\displaystyle P} 위의 오른쪽 작용이다.
- {\displaystyle \mathrm {T} (\cdot g)\colon \mathrm {T} P\to \mathrm {T} P}는 위 매끄러운 함수의 미분이다.

미분 형식을 통한 정의에 따른 주접속 {\displaystyle \omega \in \Omega ^{1}(P;{\mathfrak {lie}}(G))=\Gamma (\mathrm {T} ^{*}P\otimes {\mathfrak {lie}}(G))}가 주어졌을 때, 이에 대응하는 에레스만 접속은 다음과 같다. 우선, 임의의 {\displaystyle m\in M}에 대하여, {\displaystyle G}의 오른쪽 작용을 생성하는 벡터장의 족을
{\displaystyle X\colon {\mathfrak {lie}}(G)\to \Gamma (\mathrm {T} P)}
{\displaystyle X\colon x\mapsto X_{x}}
로 표기하자. 그렇다면, 위 작용이 정추이적 작용이므로, {\displaystyle X}의 상은 {\displaystyle P}의 수직 벡터 다발 {\displaystyle \mathrm {V} P=\ker(\mathrm {T} \pi )\subseteq \mathrm {T} P}과 같으며, 이는 벡터 다발의 표준적인 동형 사상
{\displaystyle P\times {\mathfrak {lie}}(G)\to \mathrm {V} P}
를 정의한다. (좌변은 올이 {\displaystyle {\mathfrak {lie}}(G)}인 자명한 벡터 다발이다.) 따라서, {\displaystyle \omega }를 {\displaystyle \mathrm {T} ^{*}P\otimes \mathrm {V} P}의 단면으로 여길 수 있으며, {\displaystyle \omega }는 벡터 다발 사상
{\displaystyle \omega \colon \mathrm {T} P\to \mathrm {V} P\subseteq \mathrm {T} P}
를 정의한다. 이는 멱등 함수이며 ({\displaystyle \omega \circ \omega =\omega }), 따라서 그 핵으로 완전히 명시된다. 그 핵 {\displaystyle \ker \omega \subseteq \mathrm {T} P}은 에레스만 접속이다.

### 벡터 다발을 통한 정의
딸림표현의 연관 벡터 다발:545–546, §3
{\displaystyle \operatorname {ad} (P)=P\times _{G}{\mathfrak {lie}}(G)}
을 생각하자. 또한, {\displaystyle G}는 접다발 {\displaystyle \mathrm {T} P} 위에 오른쪽 군 작용을 가지며, 이에 따라 몫공간 {\displaystyle \mathrm {T} P/G}를 정의할 수 있다. 그 차원은 {\displaystyle 2(\dim M)+(\dim G)}이며, 또한
- 벡터장의 밂 {\displaystyle \pi _{*}\colon \mathrm {T} P/G\twoheadrightarrow \mathrm {T} M}는 매끄러운 올다발을 이룬다. (그러나 이는 일반적으로 벡터 다발이 아니다.)
- {\displaystyle \mathrm {T} P/G\twoheadrightarrow M}은 매끄러운 벡터 다발을 이룬다.

올다발 {\displaystyle \mathrm {T} P/G\twoheadrightarrow \mathrm {T} M}을 주접속 다발(영어: bundle of principal connections)이라고 한다.:141, §Ⅳ.1 즉, 다음과 같은 가환 그림이 존재한다.
{\displaystyle {\begin{matrix}\mathrm {T} P&\to &\mathrm {T} P/G&\to &\mathrm {T} M\\\downarrow &&\downarrow &&\downarrow \\P&\to &P/G&=&M\end{matrix}}}
이는 다음과 같은 표준적인 {\displaystyle M} 위의 매끄러운 벡터 다발들의 짧은 완전열을 이룬다.:547, (3.2)
{\displaystyle 0\to \operatorname {ad} (P)\,{\xrightarrow {\iota }}\,{\frac {\mathrm {T} P}{G}}\,{\xrightarrow {\pi _{*}}}\,\mathrm {T} M\to 0}
{\displaystyle G}는 이 열 위에 작용하며, {\displaystyle \iota }와 {\displaystyle \pi _{*}}는 {\displaystyle G}의 작용 아래 불변이다.
이 경우, {\displaystyle P}의 주접속은 위 짧은 완전열의 분할이다. 즉, 아벨 범주의 분할 보조정리에 따라, 다음과 같은 두 데이터가 서로 동치이며, 이는 주접속의 데이터와 같다.
- {\displaystyle \iota \colon \operatorname {ad} (P)\to \mathrm {T} P/G}의 왼쪽 역사상인 {\displaystyle M}-매끄러운 벡터 다발 사상 {\displaystyle A\colon \mathrm {T} P/G\to \operatorname {ad} (P)}
- {\displaystyle \pi _{*}\colon \mathrm {T} P/G\twoheadrightarrow \mathrm {T} M}의 오른쪽 역사상인 {\displaystyle M}-매끄러운 벡터 다발 사상 {\displaystyle A\colon \mathrm {T} M\to \mathrm {T} P/G}[1]:142, §Ⅳ.1

짧은 완전열의 성질에 따라, 두 주접속의 차는 매끄러운 벡터 다발 사상 {\displaystyle \mathrm {T} M\to \operatorname {ad} (P)}를 정의하며, 이는 벡터 값 미분 형식
{\displaystyle \Omega ^{1}(M;\operatorname {ad} (P))}
의 원소와 같다. 즉, 주접속의 모듈라이 공간은 이 실수 벡터 공간에 대한 아핀 공간이다.

### 국소 자명화를 통한 정의
{\displaystyle \pi }를 자명화할 수 있게 충분히 섬세한 임의의 {\displaystyle M}의 열린 덮개 {\displaystyle (U_{i})_{i\in I}}를 골랐다고 하자. 그렇다면, {\displaystyle P}의 주접속은 다음과 같은 데이터로 주어진다.
- 각 {\displaystyle i\in I}에 대하여, 리 대수 값 1차 미분 형식 {\displaystyle A_{i}\in \Omega ^{1}(U_{i};{\mathfrak {lie}}(G))}

이는 다음 조건을 만족시켜야 한다.
- 임의의 {\displaystyle i,j\in I}에 대하여, 만약 {\displaystyle U_{i}\cap U_{j}\neq 0}이라면, 어떤 매끄러운 함수 {\displaystyle g_{ij}\colon U_{i}\cap U_{j}\to G}에 대하여, 다음이 성립해야 한다.
{\displaystyle A_{j}=\operatorname {Ad} (g_{ij})^{-1}A_{i}+g_{ij}^{-1}\mathrm {d} g_{ij}}

여기서
- {\displaystyle {\mathfrak {lie}}(G)}는 리 군에 대응되는 실수 리 대수이다.
- {\displaystyle \operatorname {Ad} \colon G\to \operatorname {GL} ({\mathfrak {lie}}(G))}는 리 군의, 스스로의 리 대수 위의 딸림표현이다.

같은 열린 덮개 {\displaystyle (U_{i})_{i\in I}} 위에 정의된 두 주접속 {\displaystyle (A_{i})_{i\in I}}, {\displaystyle (A'_{i})_{i\in I}}에 대하여, 만약 어떤 매끄러운 함수들의 족
{\displaystyle (g_{i}\colon U_{i}\to G)_{i\in I}}
에 대하여
{\displaystyle A'_{i}=\operatorname {Ad} (g_{i})^{-1}A_{i}+g_{i}^{-1}\mathrm {d} g_{i}}
라면, {\displaystyle A}와 {\displaystyle A'}을 같은 주접속으로 간주한다.
이러한 정의는 이론물리학에서 자주 쓰이며, 물리학에서 위와 같은 동치 관계를 게이지 변환이라고 한다.
이 정의는 다른 정의들과 동치이다. 구체적으로, 주접속을 {\displaystyle P} 위에 정의된 1차 미분 형식 {\displaystyle A\in \Omega ^{1}(P;{\mathfrak {lie}}(G))}으로 정의하였다고 하자. 이 경우, 열린 덮개 {\displaystyle (U_{i})_{i\in I}}에 대한 국소 자명화는 각 {\displaystyle i\in I}에 대한 매끄러운 단면 {\displaystyle s_{i}\in \Gamma (U,P)}으로 주어진다. 이 경우,
{\displaystyle A_{i}=s_{i}^{*}A\in \Omega ^{1}(U_{i};{\mathfrak {lie}}(G))}
로 놓으면 국소 자명화를 통한 정의를 얻는다. 이 과정에서, 만약 사용한 자명화를
{\displaystyle s'_{i}=s_{i}g_{i}}
와 같이 바꾸면
{\displaystyle A'_{i}=(s'_{i})^{*}A=\operatorname {Ad} (g_{i})^{-1}A_{i}+g_{i}^{-1}\mathrm {d} g_{i}}
가 되어, 같은 주접속을 얻는다.

## 성질

### 곡률
주접속 {\displaystyle \omega \in \Omega ^{1}(P;{\mathfrak {lie}}(G))}의 곡률(曲率, 영어: curvature) {\displaystyle \Omega \in \Omega ^{2}(P;{\mathfrak {lie}}(G))}는 다음과 같다.
{\displaystyle \Omega =d\omega +{\frac {1}{2}}[\omega \wedge \omega ]}
여기서 {\displaystyle [\cdot \wedge \cdot ]}는 리 괄호와 외적을 결합한 연산으로, {\displaystyle [\alpha \otimes x\wedge \beta \otimes y]=(\alpha \wedge \beta )\otimes [x,y]}와 같이 정의한다.
곡률은 벡터 값 미분 형식
{\displaystyle F\in \Omega ^{2}(M;\operatorname {ad} (P))}
를 정의하며,:548, §3 이 데이터는 곡률의 개념과 동치이다.
곡률이 0인 주접속을 평탄 주접속이라고 한다.

## 분류

### 게이지 변환
다음과 같은 연관 다발 {\displaystyle \operatorname {Ad} (P)}를 생각하자.:539, §2
{\displaystyle \operatorname {Ad} (P)=P\times _{G}G}
이는 {\displaystyle G}의, 스스로 위의 켤레 작용
{\displaystyle g\mapsto (h\mapsto ghg^{-1})}
에 대한, {\displaystyle P}의 연관 다발이다. 
{\displaystyle \operatorname {Ad} (P)}의 매끄러운 단면들의 공간은 마찬가지로 다음과 같은 매끄러운 함수의 공간으로 여겨질 수 있다.:539, §2
{\displaystyle \Gamma ^{\infty }(M,\operatorname {Ad} (P))\cong \{\phi \in {\mathcal {C}}^{\infty }(P,G)\colon \phi (p\cdot g)=g^{-1}\phi (p)g\}\cong \operatorname {Aut} (P)}
{\displaystyle {\mathcal {G}}=\Gamma ^{\infty }(M,\operatorname {Ad} (P))}는 점별 곱셈을 통해 위상군을 이루며, 그 원소를 게이지 변환이라고 한다.

### 주접속의 모듈러스 공간
또한, 다음과 같은, 딸림표현에 대한 연관 벡터 다발을 생각하자.:545–546, §3
{\displaystyle \operatorname {ad} (P)=P\times _{G}{\mathfrak {lie}}(G)}
그 매끄러운 단면의 벡터 공간은 게이지 변환군 {\displaystyle {\mathcal {G}}}에 대응하는 리 대수이다.
{\displaystyle \operatorname {Lie} ({\mathcal {G}})=\Gamma ^{\infty }(M,\operatorname {ad} (P))}
그렇다면, {\displaystyle G}-주다발 {\displaystyle P\twoheadrightarrow M} 위의 주접속의 모듈라이 공간 {\displaystyle {\mathcal {A}}}는 다음과 같은 벡터 공간에 대한 아핀 공간이다.:547, §3
{\displaystyle \mathrm {T} _{A}{\mathcal {A}}\cong \Omega ^{1}(M;\operatorname {ad} (P))}
게이지 변환군 {\displaystyle {\mathcal {G}}\cong \operatorname {Aut} (P)}는 {\displaystyle {\mathcal {A}}} 위에 다음과 같이 자연스럽게 작용한다.
{\displaystyle \phi \cdot A=\phi ^{*}A\qquad (A\in \Omega ^{1}(M;\operatorname {ad} (P)),\;\phi \in \operatorname {Aut} (P)\cong {\mathcal {G}})}

## 예

### 자명한 주다발
만약 {\displaystyle P=M\times G}가 자명한 주다발일 경우, {\displaystyle \operatorname {ad} (P)=M\times {\mathfrak {lie}}(G)}는 자명한 벡터 다발이며, 또한 표준적인 자명한 주접속 {\displaystyle A=0}이 존재한다. 따라서, 이 경우 주접속의 모듈러스 공간은 리 대수 값 미분 형식의 실수 벡터 공간 {\displaystyle \Omega ^{1}(M;{\mathfrak {lie}}(G))}를 이루며, 주접속을 단순히 리 대수 값 미분 형식으로 간주할 수 있다.

### 한원소 공간 위의 주접속
만약 {\displaystyle M=\{\bullet \}}이 한원소 공간이라고 하자. 이 경우,
- 주다발 {\displaystyle P\twoheadrightarrow \{\bullet \}}은 {\displaystyle G}-토서(영어: torsor, 군에서 원점을 망각한 구조)이다.
- 표준적으로 {\displaystyle \operatorname {ad} (P)={\mathfrak {lie}}(G)}이다.
- {\displaystyle \mathrm {T} P/G=\operatorname {Vect} (P)^{G}}는 {\displaystyle P} 위의, {\displaystyle G}-오른쪽 군 작용에 대하여 불변인 벡터장들의 실수 벡터 공간이며, 이 역시 {\displaystyle {\mathfrak {lie}}(G)}와 표준적으로 대응한다. (리 대수의 원소는 이에 대한 군 작용으로서 불변 벡터장을 정의하며, 이는 전단사 함수를 이룬다.)

따라서, 이 경우 주접속이 유일하게 존재하며, 주접속 자체가 게이지 불변이다. {\displaystyle P} 위의 1차 미분 형식으로서, 이는 마우러-카르탕 형식이다.